# Остерланд
Остерланд (на немски: Osterland; на латински: terra orientalis) е историческа територия в днешните Тюрингия, Саксония и Саксония-Анхалт в Германия между реките Елба и Заале. На север територията стига до Лайпциг.

## История
На територията на Остерланд през 937 г. се създава Саксонската източна марка, която през 965 г. е разделена на пет по-малки маркграфства (Марки). Към тях се причесляват Марка Лужица, Марка Мерзебург и Марка Цайц, които се намират на територията на Остерланд. Чрез наследствена подялба през 13 век на територията се създава Маркграфство Ландсберг.
След края на ГДР отново се употребява старото историческо название Остерланд. На теротията на Остерланд се говори остерландски диалект.
Да не се бърка с историческата територия Естерланд (Österland) във Финландия и Швеция.